# Parthamasiris av Armenien
Parthamasiris av Armenien, död 114, var regerande kung av Armenien mellan 113 och 114 e.Kr. 